# El Azzouzia (Marrakech)
 (janvier 2020).
El Azzouzia (en arabe : العزوزية, en berbère : ⵍⵄⵣⵣⵓⵣⵢⴰ) est un quartier de Marrakech situé au nord-ouest de l'agglomération. Il est situé dans l'arrondissement de Menara.

## Histoire
Au début du XXe siècle se développe dans le secteur d'El Azzouzia des douars périurbains. Les populations des tribus limitrophes y sont attirés par la proximité avec l'oued Tensift, qui permet l'irrigation des parcelles agricoles vivrières qui s'y développent, et par la relative proximité avec ville. À partir des années 1950, les habitants des douars informels d'Al Azzouzia souffrent de l'épandage des eaux usées non traités de la ville, qui causent de sérieux problèmes sanitaires.
ِCe n'est qu'à partir des années 2000 que le groupe public Al Omrane crée le quartier d'El Azzouzia, situé au-delà de la zone industrielle de Sidi Ghanem et de la ferraille, au nord de la route du Club de tir.

## Habitat
Le quartier d'Al Azzouzia est un quartier populaire, constitué de résidences et de lotissements (logements économiques) et de maisons individuelles typiques des quartiers populaires marocains (type R+2).
Depuis 2014, les autorités municipales y construisent la nouvelle gare routière, destinée à remplacer celle de Bab Doukkala. En 2019, celle-ci attendait toujours d'être inaugurée.

## Transports
- En 2019, le quartier était desservi par les lignes de bus suivantes[2] :
  - L15 (Arset El Bilk - Sidi Ghanem)
  - L16 (Arset El Bilk - Azzouzia)
- Le quartier est également accessible depuis l'autoroute A3 (Casablanca - Agadir) depuis la  3214 (Marrakech-Tamansourt)